# Franz Schreker
Franz Schreker, avstrijski skladatelj in dirigent, * 23. marec 1878, Monako, † 21. marec 1934, Berlin.
Franz Schreker je bil ob svojem času izjemno uspešen operni skladatelj. Njegove opere Oddaljeni zvok (Ferne Klang), Zaznamovani (Die Gezeichnete) itd., so z uspehom izvajali po vsej Evropi. Sin judovskega fotografa in štajerske plemkinje je zaradi prezgodnje očetove smrti odraščal na Dunaju v veliki revščini in se je s pomočjo svojega glasbenega talenta in delavnosti prebil med najuglednejše glasbenike svoje dobe. Bil je profesor kompozicije na dunajski cesarski akademiji za glasbo in odrske umetnosti ter med letoma 1920 in 1932 ravnatelj berlinske visoke šole za glasbo. Na Dunaju sta med drugimi pri njem študirala Ernst Křenek in Alois Hába med letoma 1914 in 1917 pa tudi slovenski skladatelj Marij Kogoj.